# Klemmleiste

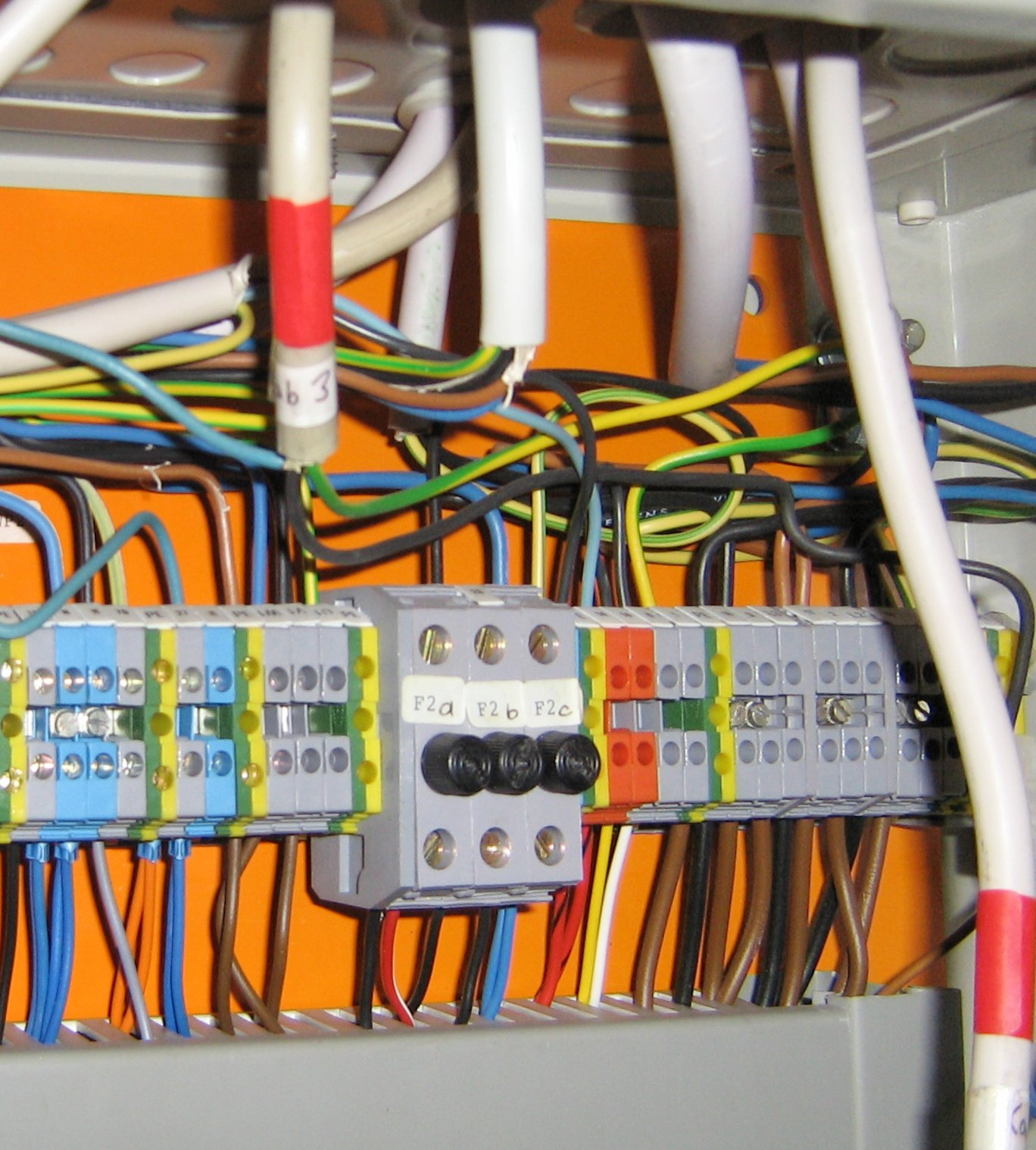
Klemmleisten sorgen für schnelle Montage einzelner Module

Eine Klemmleiste (auch Klemmenleiste) wird in Schaltschränken zum Anschluss von Kabeln und Leitungen genutzt. Sie ist die Schnittstelle vom Schaltschrank zur Außenwelt, kann aber auch rein intern zum Zweck der Potentialverteilung genutzt werden. Im Schaltschrank wird die Klemmleiste meist in der Nähe der Kabeleinführung angeordnet.
Eine Klemmleiste besteht aus einzelnen Reihenklemmen, die auf einer Tragschiene (Hutschiene) montiert und aufgereiht werden. Die Montage auf der Tragschiene unterscheidet sie von unbefestigten Klemmen wie Lüsterklemmen. Die Klemmleiste hat im Stromlaufplan eine eigene Betriebsmittelkennzeichnung, üblicherweise mit dem Kennbuchstaben X und taucht im Kabelzugplan oder Verdrahtungsplan auf.
Es wurden auch Klemmleisten mit einer Lötfahne verwendet, mit ihnen konnte eine mit Kabelschuh versehene Leitung mit einer angelöteten Leitung verbunden werden. 
In österreichischen Baumärkten wird der Begriff Klemmleiste häufig für Lüsterklemmen verwendet.